# حمض التلوروز
حمض التلوروز (بالإنجليزية: Tellurous acid)‏ هو مركب غير عضوي ذو الصيغة H2TeO3 . وهو الحمض الأكسجيني للتيلوريوم رباعي التكافؤ  . المركب لم يتم توصيفه بشكل جيد . الطريقة البديلة لكتابة الصيغة (HO)2TeO . من حيث المبدأ ، فإن حمض التلوروز سيتشكل أثناء معالجة ثنائي أكسيد التيلوريوم في الماء . على سبيل المثال ، التحلل المائي . ومن المعروف جيداً أن القاعدة المقترنة ذات الصلة في شكل أملاح عدّة مثل تيلوريت حمض البوتاسيوم ، KHTeO3 .